# 진봉면
진봉면(進鳳面)은 대한민국의 전북특별자치도 김제시에 설치된 면이다.

## 개요
진봉면은 대한민국 어디에서도 보기 힘든 광활하고 드넓은 평야를 가지고 있어서 일찍이 도작 문화의 기틀을 마련하여 주요 농산물인 쌀과 보리를 생산하고, 현재는 하우스 재배로 감자, 딸기 등을 생산 농가 소득을 올리고 있다.

## 행정 구역
- 정당리
- 가실리
- 상궐리
- 고사리
- 심포리

## 교육
- 진봉초등학교 (상궐리)
- 심창초등학교 (심포리)